# Ryszard Plantagenet (3. książę Yorku)
Ryszard Plantagenet KG (ur. 21 września 1411, zm. 30 grudnia 1460 pod Wakefield) – członek angielskiej rodziny królewskiej i jedna z najbardziej prominentnych postaci w Anglii w czasie rządów Henryka VI, ojciec królów Edwarda IV i Ryszarda III.

## Dzieciństwo
Jego ojcem był Ryszard Conisburgh, 3. hrabia Cambridge, młodszy syn Edmunda Langleya, 1. księcia Yorku, syna Edwarda III. Matką Ryszarda była Anna Mortimer, córka Rogera Mortimera, 4. hrabiego Marchii, wnuczka Filipy Plantagenet, córki Lionela z Antwerpii, starszego brata 1. księcia Yorku. Ryszard był więc od strony i matki, i ojca potomkiem Edwarda III, co dawało mu poważne prawa do angielskiej korony.
Ryszard wcześnie został sierotą. Jego matka zmarła przy jego narodzinach, zaś ojciec uwikłał się w spisek przeciw królowi Henrykowi V i został ścięty w Southampton 5 sierpnia 1415 r., zaś jego włości skonfiskowane.
25 października 1415 r. pod Azincourt zginął stryj Ryszarda Edmund Norwich, 2. książę Yorku. Edmund był bezdzietny, więc wszystkie jego tytuły i posiadłości przeszły na Ryszarda, który w tym momencie stał się posiadaczem jednej z największych angielskich fortun. Została ona pomnożona w 1425 r., kiedy zmarł bezdzietnie wuj Ryszarda Edmund Mortimer, 5. hrabia Marchii, młodszy brat matki młodego księcia Yorku. Ryszard przejął więc rodowe włości Mortimerów – hrabstwa Marchii i Ulsteru, a także ich pretensje do korony (Edmund i jego ojciec byli wyznaczeni przez Ryszarda II na następców tronu).

## Dorastanie
Opiekunami młodego Ryszarda zostali Ralph Neville, 1. hrabia Westmoreland i sir Robert Waterton. Ten pierwszy zaręczył w 1424 r. Ryszarda ze swoją córką Cecylią, która została później żoną księcia Yorku. Po śmierci Westmorelanda w 1425 r. opiekę nad Ryszardem przejęła jego żona Joanna Beaufort.
19 maja 1426 r. Jan Lancaster, 1. książę Bedford, pasował Ryszarda na rycerza. W październiku 1429 r. Ryszard poślubił Cecylię Neville. 6 listopada uczestniczył w koronacji 5-letniego Henryka VI w Westminsterze na króla Anglii, zaś 16 grudnia 1431 r. w Paryżu na króla Francji. Wreszcie 12 maja 1432 r. otrzymał bezpośredni zarząd nad swymi włościami, które koncentrowały się w Lincolnshire, Northamptonshire, Yorkshire, Wiltshire, Gloucestershire (odziedziczone pod Edmundzie Norwichu), w Walii i na walijskim pograniczu (odziedziczone po Mortimerach).

## We Francji
Pierwszym poważnym zadaniem Ryszarda było objęcie w 1436 r. namiestnictwa Francji, która coraz bardziej wymykała się Anglikom z rąk. Po sukcesach Henryka V nie pozostało już ani śladu. Odparcie Anglików spod Orleanu przez Joannę d’Arc oznaczało początek odwrotu Anglików z zajmowanych terenów. Namiestnik, książę Bedford, próbował ratować co się da z angielskich posiadłości, ale zmarł w 1435. Tego samego roku jedyny angielski sojusznik na kontynencie, książę Burgundii – Filip III Dobry, doszedł do porozumienia z królem Francji Karolem VII, co zakończyło wojnę domową, ciągnącą się od 1407 r.
W 1436 r. Anglicy utracili Paryż, zaś Ryszard porzucił nadzieję na rozszerzenie posiadłości angielskich i starał się ratować co się da. Udało mu się umocnić angielskie pozycje w Normandii, ale w 1437 r. nieprzychylna mu Rada Regencyjna odwołała go do Anglii.
Kiedy zawiodły nadzieje na pokój z Francją, York w 1440 r. powrócił na kontynent. W 1443 r. York popadł w konflikt z Janem Beaufort, 1. księciem Somerset, który na polecenie Henryka VI wszczął nieudaną wojnę w Gaskonii. Somerset zmarł niedługo później, ale wzajemna zawiść Ryszarda i Beaufortów przetrwała.
We Francji Ryszard starał się unikać starć z silniejszym, lepiej wyposażonym i zorganizowanym przeciwnikiem. Zamiast tego metodą układów starał się utrzymać resztki angielskich posiadłości – Normandię i Gujennę oraz zaprowadzić w tych prowincjach ład i porządek.

## Namiestnik Irlandii
W 1445 r. upłynął termin Ryszardowego namiestnictwa we Francji i książę Yorku wrócił do Anglii, by zdać relację ze swojej działalności. Mimo oczywistych sukcesów Rada Regencyjna, sprawująca władzę w imieniu pogrążającego się w obłędzie króla Henryka VI i zdominowana przez wrogich Ryszardowi Beaufortów i de la Pole’ów, nie przedłużyła Ryszardowi czasu sprawowania urzędu namiestnika. Zamiast niego do Francji wysłany został Edmund Beaufort, 2. książę Somerset, brat Jana, 1. księcia Somerset.
Do 1447 r. Ryszard uczestniczył w posiedzeniach Rady i zajmował się administracją swoich walijskich włości. W 1445 r. znajdował się również w orszaku powitalnym Małgorzaty Andegaweńskiej, żony Henryka VI. Królowa całkowicie zdominowała swojego męża i darzyła swoimi łaskami głównych wrogów Ryszarda – 2. księcia Somerset i Williama de la Pole'a, 1. księcia Suffolk.
W 1447 r. Ryszard został mianowany Lordem Namiestnikiem Irlandii, lecz na wyspę przybył dopiero w 1449 r. Swoją rozumną i taktowną polityką uspokoił tę burzącą się prowincję i uczynił z niej najwierniejszy bastion rodu Yorków, a wierność Irlandczyków wobec nich przetrwa upadek jego rodu.

## Na czele opozycji
Tymczasem źle się działo w Królestwie Anglii, które pogrążało się coraz bardziej w chaosie. W 1450 r. zlinczowany został biskup Chichester i lord tajnej pieczęci Adam Moleyns. W wyniku nieudolnej polityki we Francji Anglicy utracili Normandię i większość Gujenny. Sprawujący faktyczną władzę w kraju książę Suffolk tracił grunt pod nogami. Ulica domagała się głowy księcia. Król Henryk ugiął się i skazał Suffolka na wygnanie. Książę nie ujechał daleko. Pojmany przez swych przeciwników w Dover został ścięty zardzewiałym mieczem.
W czerwcu 1450 r. w Kencie wybuchła rebelia pod wodzą Jacka Cade’a. Buntownicy zdobyli Londyn i zabili Jamesa Fiennesa, 1. barona Saye i Sele, a także Lorda Wielkiego Skarbnika. W takiej sytuacji 7 września York powrócił z Irlandii i przybył do Londynu 27 września. Książę Somerset został osadzony w Tower, zaś Rada zdominowana przez zwolenników Ryszarda.
Ryszard obiecał naprawę państwa i sąd nad winnymi utraty północnofrancuskich posiadłości. Jednak królowa Małgorzata skorzystała ze swojego wpływu na Henryka i wymogła na nim uwolnienie księcia Somerset, który natychmiast został wysłany do Francji. Ryszard zaczął tracić grunt pod nogami i zrezygnował z władzy i wycofał się do swych walijskich posiadłości.
W 1452 r. York zażądał od Henryka, by ten ogłosił go swoim następcą i pojechał do Londynu. Bramy miasta zastał jednak zamknięte. Otoczony przez przeważające siły królewskie w Dartford Ryszard musiał pójść na ugodę z królem, potem został odwieziony do Londynu i zamknięty tam w areszcie domowym.
Wydawało się, że nic nie pomoże Ryszardowi, który utracił większość swojej potęgi i znaczenia. Henryk pozbył się z rady stronników Yorka, zaś królowa Małgorzata zaszła w ciążę (mało prawdopodobne, że z Henrykiem. Współcześni jako potencjalnych ojców wymieniali księcia Somerset i Thomasa Clifforda, 8. barona Clifford, natomiast sam Henryk twierdził, że jest to dziecko Ducha Świętego). We Francji udało się Anglikom odzyskać Gaskonię. Jednak, jak to często zdarzało się w życiu Ryszarda, fortuna jeszcze raz zatoczyła koło.

## Lord Protektor
Latem 1453 r. „skutkiem nagłego i bezpodstawnego przestrachu” król Henryk popadł w obłęd i nie sposób się było z nim porozumieć. Niedługo wcześniej przyszły wieści o miażdżącej klęsce pod Castillon, która oznaczała kres angielskiej władzy w Gaskonii. Stronnicy Ryszarda w Radzie zgłosili jego kandydaturę na Lorda Protektora Królestwa, mimo sprzeciwów Somerseta i królowej, kandydatura Yorka przeszła, Somerset natomiast znalazł się w Tower.
„Jeśli szaleństwo Henryka było tragedią, jego powrót do zdrowia był katastrofą”. W 1454 r. Henryk wrócił do równowagi umysłowej na tyle, by dać się przekonać żonie o szkodliwości działa Lorda Protektora. Somerset wrócił do łask, zaś Ryszard i jego stronnicy ponownie usunęli się w cień, jednak nie na długo.

## Początek wojny
Wiosną Ryszard wraz ze swoimi dwoma stronnikami Richardem Neville’em, 5. hrabią Salisbury i drugim Richardem Neville’em, 16. hrabią Warwick, zebrali swoją armię w Leicesterze. Naprzeciw nim ruszył Somerset z armią królewską. 22 maja 1455 r. pod St Albans doszło do starcia obu armii zakończonego klęską wojsk lancasterskich, niewolą króla Henryka i śmiercią Somerseta, Clifforda i Henry’ego Percy’ego, 2. hrabiego Northumberlandu.
Król Henryk został osadzony w areszcie domowym, zaś Ryszard przyjął tytuł Konetabla Anglii, zaś po kolejnym nawrocie obłędu Henryka – Lorda Protektora. W czerwcu 1456 r. wyprawił się na północ, by odeprzeć atak króla Szkocji Jakuba II. Tymczasem wroga Ryszardowi królowa Małgorzata odzyskała swój przemożny wpływ na króla. Królowa nienawidziła księcia Yorku, który był konkurentem dla jej syna Edwarda, księcia Walii (urodzonego w 1453 r.) w drodze po koronę.
Stronników Małgorzata znalazła na północy, w rodzie Percych, od lat skłóconych z popierającymi Ryszarda Neville’ami. Mozolne budowanie pro-lancasterskiego stronnictwa opłaciło się. Na zebraniu Rady w Coventry, w czerwcu 1459 r. stronnicy księcia Yorku znaleźli się w mniejszości. York i Salisbury, obawiając się aresztowania opuścili Coventry i rozpoczęli zbieranie wojsk. Z Francji powrócił mianowany w 1455 r. Kapitanem Calais (jedynej ówczesnej angielskiej enklawy na kontynencie), hrabia Warwick z wojskiem. Wojna domowa została wznowiona.

## Kaprysy fortuny
Początkowo wojna toczyła się po myśli yorkistów. 23 września 1459 r. pod Blore Heath, hrabia Salisbury, dzięki dezercji części oddziałów lancasterskich, pokonał stronników królowej, a ich dowódca, James Touchet, lord Audley, zginął. York tymczasem kierował się ze swoim wojskiem do zamku w Ludlow w Marchiach Walijskich. 12 października napotkał siły królewskie pod Ludford Bridge. Powtórzył się tam scenariusz spod Blore Heath, z tym że zdradził wspierający Ryszarda kontyngent z Calais. Bitwa zakończyła się wielkim zwycięstwem Lancasterów. Książę Yorku uciekł do Irlandii, Warwick, Salisbury i hrabia Marchii (najstarszy syn Ryszarda, późniejszy Edward IV) do Calais. Żona Ryszarda, Cecylia, wraz z najmłodszymi dziećmi została uwięziona w Ludlow.
Działania Yorka jako namiestnika Irlandii przed 10 laty opłaciły się sowicie, gdyż irlandzki Parlament poparł Ryszarda. Tymczasem Warwick i Salisbury zorganizowali armię, i w czerwcu 1460 r. wylądowali w Anglii. Wkrótce z Irlandii powrócił Ryszard, który po przybyciu do Londynu (10 października 1460) zażądał korony dla siebie, jako potomka Lionela z Antwerpii, 1. księcia Clarence, drugiego syna Edwarda III i starszego brata Jana z Gandawy, 1. księcia Lancaster, który był przodkiem dynastii Lancasterów.
Wcześniej, bo 10 lipca 1460 r. Warwick pokonał siły Lancasterów pod Northampton. Król Henryk dostał się do niewoli, zaś broniący go do ostatka książę Buckingham i hrabia Shrewsbury, zginęli. Zwołany w październiku Parlament dał Yorkowi nieograniczone uprawnienia do rządzenia krajem.
Tymczasem Małgorzata zbierała nową armię na północy. Ryszard, wraz z Salisburym i swoim młodszym synem Edmundem, hrabią Rutland wyruszył naprzeciw Lancasterom. 30 grudnia 1460 r. pod Wakefield w zachodnim Yorkshire doszło do bitwy, która zakończyła się straszliwą klęską wojsk księcia Yorku. Sam książę zginął na polu bitwy. Hrabia Rutland ratował się ucieczką, ale został doścignięty przez młodego barona Clifford i zabity. Młody Clifford pomścił w ten sposób ojca, który zginął w bitwie z ojcem Edmunda pod St Albans. Salisbury został pojmany i ścięty następnego dnia.
Ciało księcia Yorku zostało pochowane w zamku Pontefract, zaś jego głowę nabito na pikę i obnoszono wśród lancasterskiej armii. Została ona później pochowana w kościele w Fotheringhay.
Wojna domowa trwała jeszcze przez wiele lat. Wprawdzie Edward, hrabia March w 1461 r. zdobył koronę jako Edward IV, ale walki między stronnikami Lancasterów i Yorków trwały aż do końca XV wieku.

## Życie prywatne
W październiku 1429 r. poślubił Cecylię Neville (3 maja 1415 – 31 maja 1495), zwaną "Różą z zamku Raby", córkę Ralpha Neville’a, 1. hrabiego Westmoreland i Joanny Beaufort, naturalnej córki Jana z Gandawy, 1. księcia Lancaster. Mieli razem ośmiu synów i pięć córek:
- Joanna (1438)
- Anna (10 sierpnia 1439 – 14 stycznia 1476), żona Henry’ego Hollanda, 3. księcia Exeter
- Henryk (ur. 10 lutego 1441, zmarł niedługo później)
- Edward IV (28 kwietnia 1442 – 9 kwietnia 1483), król Anglii
- Edmund (17 maja 1443 – 30 grudnia 1460), hrabia Rutland
- Elżbieta (22 kwietnia 1444 – po styczniu 1503), żona Johna de la Pole, 2. księcia Suffolk
- Małgorzata (3 maja 1446 – 23 listopada 1503), żona Karola I Śmiałego, księcia Burgundii
- Wilhelm (ur. 7 lipca 1447, zmarł niedługo później)
- Jan (ur. 7 listopada 1448, zmarł niedługo później)
- Jerzy (21 października 1449 – 18 lutego 1478), książę Clarence
- Tomasz (1451)
- Ryszard III (2 października 1452 – 22 sierpnia 1485), król Anglii
- Urszula (1454)